# Sonam Topgyal
Ne doit pas être confondu avec Sonam Topgyal Kazi.
Sonam Topgyal (tibétain : བསོད་ནམས་སྟོབས་རྒྱལ, Wylie : bsod nams stobs rgyal), né en 1941, dans le comté de Dagyab, Chamdo, Kham, Tibet, et mort le 30 décembre 2012, à Dharamsala, en Inde, est Premier ministre (officiellement Kalon Tripa) de l'Administration centrale tibétaine (gouvernement tibétain en exil), de 1997 à 2001. 

## Biographie
Né en 1941 à Chamdo, Tibet, Sonam Topgyal s'exile en Inde après l'écrasement, par l'Armée populaire de libération, du soulèvement tibétain de 1959 dans la capitale Lhassa. 

### Études
En 1960, il s'inscrit à ce qui est maintenant l'Université centrale des études tibétaines à Sarnath, dans l'Uttar Pradesh, où il apprend le hindi. Il est ensuite chercheur à l'Université hindoue de Bénarès.

### Militantisme
Sonam Topgyal a été un militant pionnier dans la lutte des Tibétains en exil dans les années 1960 et 1970.
Avec Tenzin Geyche Tethong et Tenzin Namgyal Tethong, il participe à la fondation du journal tibétain Sheja, en octobre 1968 à McLeod Ganj et en reste éditeur pendant plus de 10 ans.
Il est l'un des quatre membres fondateurs du Congrès de la jeunesse tibétaine.

### Carrière
Il travaille principalement au bureau d'information, ancêtre du ministère de l'Information et des Relations internationales (DIIR). Il est membre du Kashag de 1993 à 1996, et ministre de l'Intérieur, la Sécurité, et de la Religion et la Culture avant de devenir président du Conseil des ministres. 
Il est Premier ministre tibétain entre avril 1997 et août 2001. 
En juillet 1993, alors qu'il est secrétaire du DIIR, il se rend en Chine avec Gyalo Thondup, à l'époque Premier ministre, pour remettre une lettre et un mémoire au nom du dalaï-lama. La délégation tibétaine rencontre Wang Caogo, directeur du ministère du travail du Front uni du Comité central du PCC. 
À partir de 2002, il travaille au Centre de préservation de la culture tibétaine à l'Institut Norbulingka près de Dharamsala.
Il est président de l'association Tibet Charity en Inde depuis sa création.
Mort d'un cancer de l'estomac, il laisse derrière lui son épouse et leurs trois filles.